# Автожир

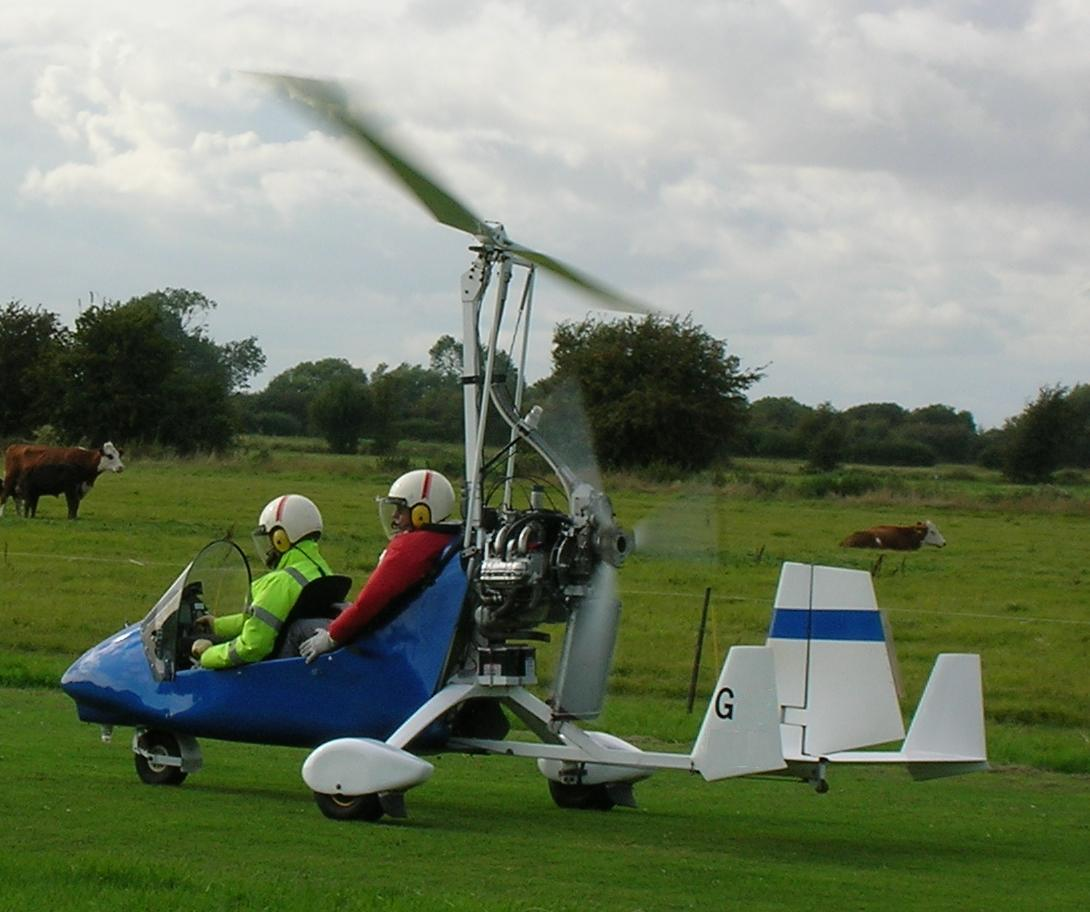
Сучасний легкий автожир із кабіною відкритого типу

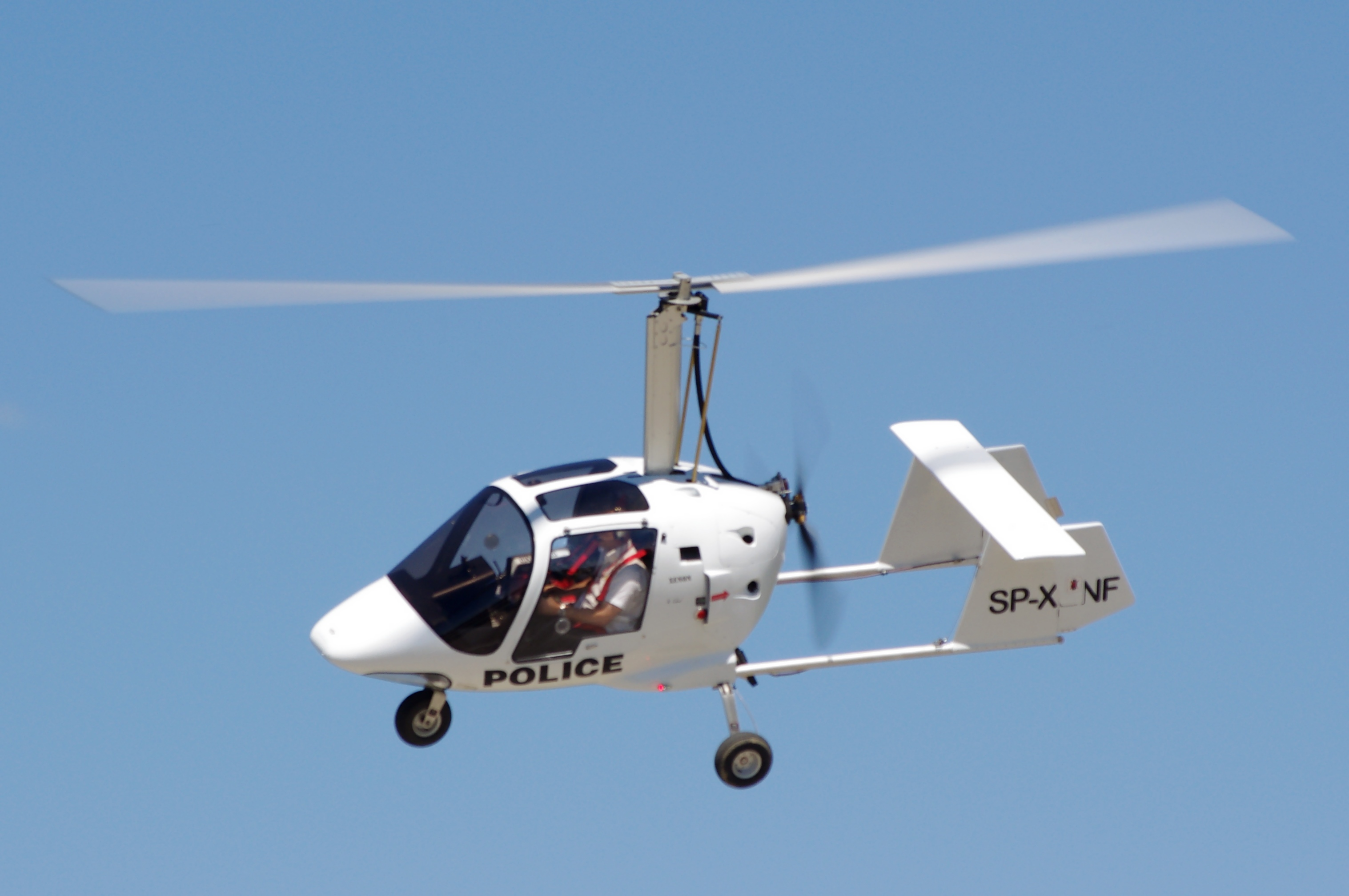
Сучасний легкий автожир із кабіною закритого типу

Автожир (від грец. αύτός — «сам» і γύρος— «коло») або гіроплан, гірокоптер, ротоплан, обігокрил — гвинтокрилий літальний апарат, важчий за повітря. Підіймальна сила створюється завдяки ротору, що розміщений над фюзеляжем і вільно обертається від дії зустрічного повітряного потоку (явище авторотації).

## Загальний опис
Поступальний рух автожира створюється звичайним повітряним гвинтом, що обертається з допомогою авіаційного двигуна. Автожири мають великий діапазон швидкостей (від 30 до 220 км/год), незначний розбіг при зльоті і майже нульовий пробіг при посадці.
Перший автожир створив у 1923 році іспанський інженер-авіатор Хуан де Ла Сієрва. Він активно розвивав конструкцію ротора, основного елемента конструкції автожира, і отримав кілька патентів (в основному вони стосувались шарнірного з'єднання лопастей ротора з віссю обертання).
Ротор автожиру забезпечує лише підйом в повітря, для переміщення у горизонтальній площині використовується додатковий рушій (повітряний гвинт, реактивний двигун). Для скорочення пробігу під час злету, ротор можуть розкручувати завдяки роботі двигуна, що забезпечує переміщення у горизонтальній площині.
Автожири витіснені з експлуатації досконалішими гвинтокрилими літальними апаратами — гелікоптерами. Знання, отримані при проектуванні й експлуатації автожирів, допомогли при створенні гвинтокрилів.
Перший український автожир КП-01 створений компанією «Київпром». Перший політ на ньому здійснили 31 серпня 2002 року.
Ще один автожир, збудований у Харківському клубі авіаційного конструювання імені Бараннікова, було піднято у небо в Дніпропетровську у 2008-у році. Використано двигун BMW K1200 RX і редуктор українського виробництва, що в результаті показало відмінні результати.
У 2009 році в Ужгородському міжнародному аеропорту розпочато регулярні польоти одного з перших приватних автожирів в Україні моделі AutoGyro MTOsport.
У 2021 році випробуваний автожир конструкції підприємства Мотор Січ, Запоріжжя.

## Презентація
Автожир — це літальний апарат важчий за повітря, схожий на вертоліт. Апарат підтримується його головним вільним ротором, що обертається, диск ротора піднятий вперед, створює підіймальну силу. Автожир працює від гвинта, що приводиться в дію двигуном. Напрям забезпечується кермом і бічним нахилом площини ротора при повороті.
Ротор має свободу руху для забезпечення функціонування пристрою. Автожири вважаються дуже стабільними при польоті (гіроскопічна інерція ротора) за умови, що при їхньому пілотування дотримуються певних дозволених діапазонів маневрування. Їх пілотування відрізняється від пілотування літака.
Щоб злетіти, лопаті ротора можуть бути тимчасово підключені до двигуна, який зазвичай приводить в дію гвинт. Коли ротор досяг достатньо великої швидкості, система відключається, а потім ротор працює в режимі авторотації під дією відносного вітру, спричиненого швидкістю.
Автожири недовго використовувалися до розробки вертольота. Давно покинуті на користь вертольотів, оскільки автожир не міг летіти стаціонарно і потребува більше місця для зльоту, автожири були забуті. Вони були знову введені в 1950-х роках американцем російського походження Ігором Бенсеном, тоді як лише ентузіасти використовували ці пристрої для свого дозвілля.
Еволюція методик (композитні матеріали, потужні та легкі двигуни) сприяла реалізації автожирів. Вони повертаються завдяки їх маневренності, їх невеликому об'єму та низькій вартості, порівняно з вертольотом. Виробництво автожирів переходить від простої одномісної машини до військового прототипу, який може транспортувати велике навантаження. Вони в основному використовуються для спостереження та дозвілля.

## Автожир і гелікоптер
На відміну від вертоліта, вільний ротор автожира не активується двигуном, а приводиться в дію відносним вітром, який надходить з передньої частини, вироблений швидкістю, коли пристрій знаходиться в русі. Пристрій штовхається гвинтом, що приводиться в дію невеликим двигуном, розміщеним на задній частині або на передній частині автожиру. Однак, коли автожир здійснює вертикальне самообертання, двигун працює на низьких обертах або навіть вимкнутий, відносний вітер рухає ротор, спричиняючи обертання необхідне для підйомної сили. Отже, аутожир не здатний до стаціонарного польоту, за винятком вітру понад 50/60 км/год, де, залежно від його ваги, можливо, використовуючи його гвинт і проти вітру, зробити нерухомий політ, це порівняно з землею а не з повітряною масою. Однак він може піднятися вгору і спуститися вниз майже вертикально і робити посадки та зльоти на дуже коротких відстанях.
Навантаження, що переноситься вертолітом, набагато вище, ніж автожиром, оскільки його ротор приводиться в дію двигуном.

## Історичний очерк

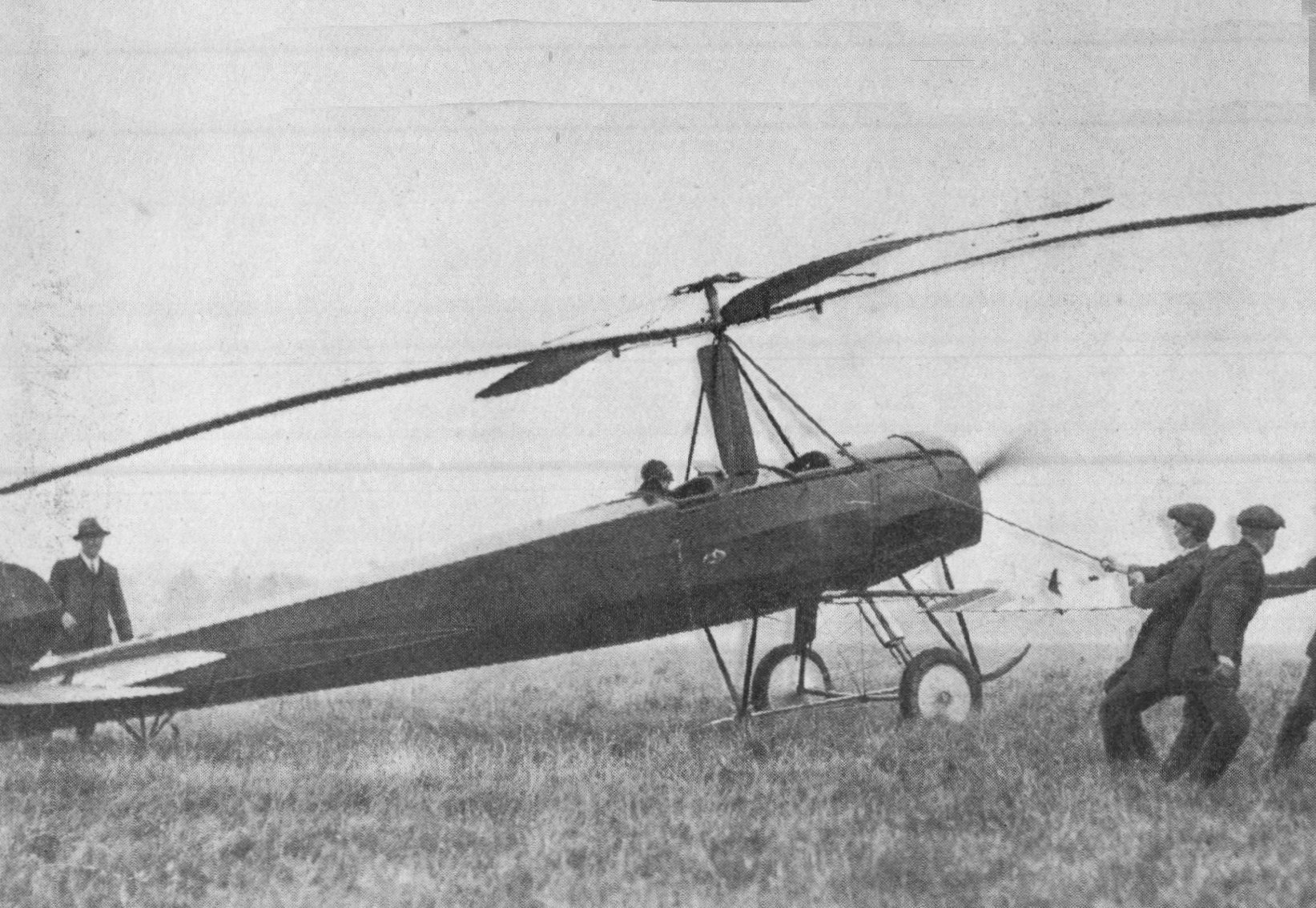
C-6 Хуана де ла Сірви

Автожир був винайдений у 1923 році іспанським інженером Хуаном де ла Сірва. Перший рейс автожиру відбудеться в Іспанії в Гетафе 9 січня 1923. Першим трьом апаратам не вистачало стабільності. Вони занадто нахилялися під час зльоту і ламали лопаті. Його четверта модель автожир C-4 була більш вдосконаленою. 31 січня 1923 р., Пілотована Алехандром Гомесом Спенсером, з 4-ох кілометровим польотом, здійсненим за 3 хв 30 с. Під час демонстрації в Англії в 1925 році перед групою офіцерів, він вразив своїми характеристиками та маневреністю. 18 вересня 1928 року Хуан де ла Сірва перетинає Ла Манш із CL8. У 1930 році автожир еволюціонує із системою зчеплення, щоб приводити в дію верхній гвинт: модель Чірва C.30 дозволяє вперше злетіти з нульовою швидкістю. Кілька десятків екземплярів будуть замовлені Королівськими військово-повітряними силами у Великобританії, а у Франції ВВС. Версія, побудована за ліцензією у Франції Ліоре та Олів'є (Лео С-30), оснащена двигуном Salmson 9NE, особливо надійним та ефективним, і буде покращена під назвою Leo C.301 та C.302.
У 1927 році француз Люсьєн Чав'єр конструює автожир, жироптер Chauvière.
У 1928 році Гарольд Піткерн, американець, придбав бізнес Сірви. Потім Піткерн використовує систему чотирьох лопатей для ротора і пропонує два двигуни, 300 або 420 к.с. для своїх автожирів PCA-2. Перший Піткерн-Сірва PCA-1 вперше летить в 1929 році і за ним побудована сильно вдосконалена версія: PCA-2. У квітні 1931 року PCA-2 став першим літальним апаратом з обертовим крилом, затвердженим для комерційного використання в США.
Компанія Buhl Aircraft Company виробляє Buhl A-1, перший автожир для спостереження за повітрям з штовхальним гвинтом та заднім двигуном (двигун за пілотом оператором та камерою), розроблений французом Етьєнном Дормой. 15 грудня 1931 року Buhl A-1 здійснив свій перший рейс.
У 1931 році в Барселоні Маркіз Патерас-Пескара представляє вертоліт із тяговим гвинтом і який може працювати як автожир.
Після випробувань, проведених у Мурмелоні в 1934 році, у звіті французького генерал Трібу вважає, що «пристрій здатний виконувати артилерійські місії, які наразі довірені літакам та повітряним кулям. […] Здається, певним, що артилерійські місії будуть краще та легше виконані автожиром, ніж звичайним літаком».

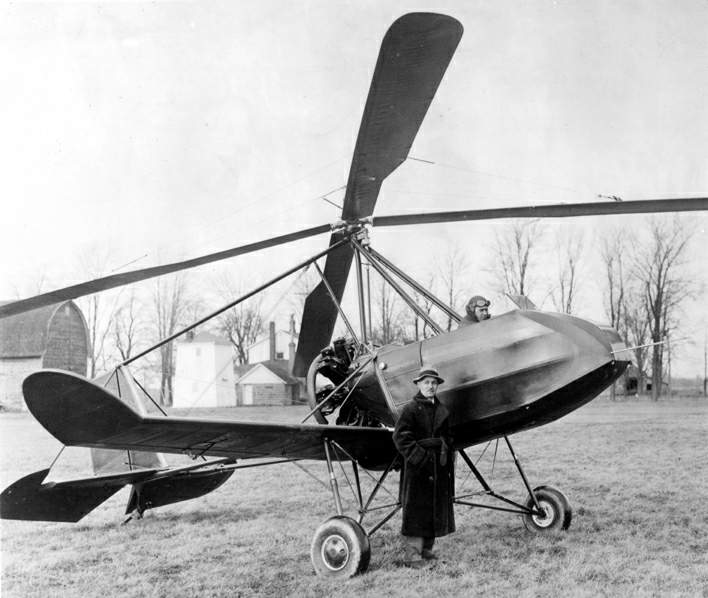
Етьєн Дормой перед своїм Buhl.

Наприкінці 1930-х років автожир був ідеально завершеним; наприклад, саме Kellet KD.18, з 1939 року, забезпечував транспортування пошти між Філадельфією та Камденом. Військово-морський флот США використовував Pitcairn P.A. 35 для спостережних місій. Французька армія розгорнула близько п'ятдесяти Ліор та Олів'є Лео С-301. Ці пристрої мали швидкість від 30 до 210 км/год. З самого початку Другої світової війни автожир був покинутий: через повільність він був надто вразливим для винищувачів противника.
Focke-Achgelis FA 330-це невеликий пристрій (без двигуна), розбірний, вагою 73 кг. Цей апарат був зроблений у Німеччині під час Другої світової війни. Він був розроблений для забезпечення високої спостережної платформи для людини під час буксирування за підводним човном. Автожир прикріплений до підводного човна сталевим тросом. Пілот спостерігач розташовується на борту, екіпірований біноклем високої дальності, який дозволяє йому бачити в ясну погоду на 40 км та телефоном. Пілот буксирується підводним човном на висоті від 100 до 150 метрів. У разі небезпеки лопаті відкидаються (як і на Камов Ка-50 сьогодні), і спостерігач може здійснити стрибок з парашутом, підводний човен занурюється і підбирає пілота трохи пізніше, як тільки загроза минула.

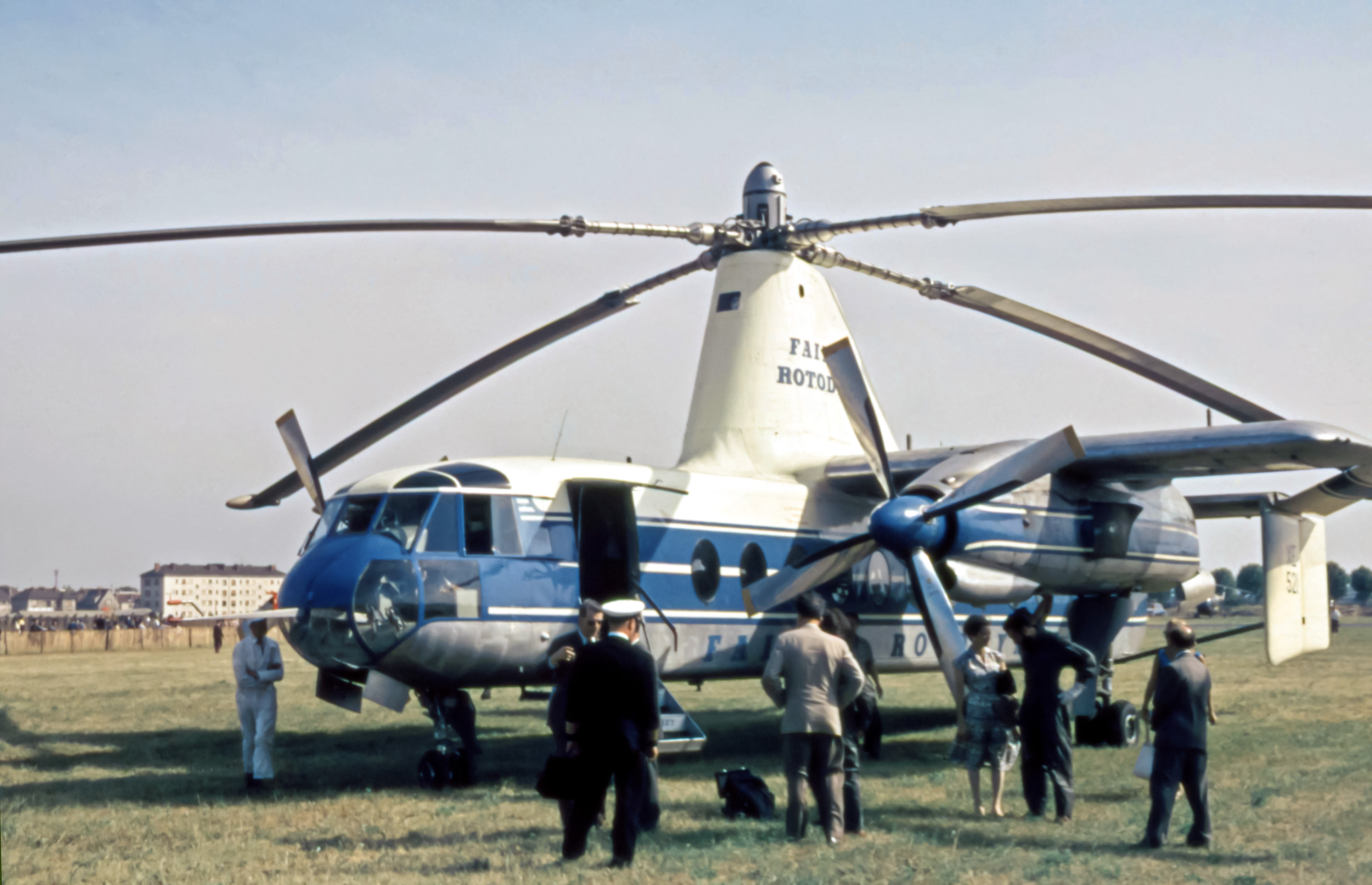
Fairey Rotodyne(1957).

У 1953 році Ігор Бенсен створив власну компанію з виробництва автожирів. Першим автожиром була модель B-7, представлена в 1955 році. У ньому було виготовлено трубчастий алюмінієвий фюзеляж із дерев'яними лопатями ротора. Він був моторизований двотактним двигуном 42 к.с., встановленим у штовхальному положенні за пілотом. Бенсен натхненний ротором, яким наділений вертоліт Bell 47, який є вільним дволопатевим ротором, що обертається лише навколо горизонтальної центральної осі. Цей пристрій вперше злетів 6 грудня 1955 року. За ним слідував 8 липня 1957 року перший B-8M (M = моторизований) та початок виробництва B-8M, 9 жовтня 1957 р. B-8M був обладнаний двигуном McCulloch 72 к. с. Він міг бути обладнаним двигуном McCulloch 90 к. с. та механічним контролем ротора, що дозволяє автожиру робити стрибки. Поплавкова версія B-8M була відома як «гідро-коптер». Виробництво автожира Бенсена тривало до 1987 року.
У 1957 році відбувся перший політ британського Faisy Rotodyne, прототип транспортного автожира із 48 місцями.
Спеціально розроблений авіаційною компанією Fairey Aviation Company для міжміських сполучень та військового застосування, він був обладнаний двома короткими горизонтальними площинами та приводився в дію двома турбогвинтовими двигунами. На зльоті та посадці він набирав конфігурації вертольота, його ротор рухався за допомогою струменів направлених на кінці лопатей. Зліт і посадка були вертикальними. З крейсерською швидкістю 370 км/год, безпекою, значно вищою, ніж у вертольота, і меншим споживанням пального, його аеродинамічна якість була досить чудовою. Проект був припинений у 1962 році.
Починаючи з 1967 року, італієць Вітторіо Мані розробив повний спектр одно та двомісних автожирів. Фабрика Аутожири Мані розташована в Беснаті, Італія. Влітку 2018 року по всьому світу було продано понад 1150 автожирів Мані, що входили в діапазон чотирьох різних моделей, включаючи три двомісні та один одномісний. Успіх машин Мані відновив рух автожирів, і особливо двомісних пристроїв, з 1980-х років. Ці пристрої відрізнялися від інших зовнішнім виглядом, особливо від моделей Бенсена. Моделі Мані обтічні і набагато менш спартанські, ніж моделі Бенсена.
Надзвичайно м'який і стабільний, як літак, Xenon — нове покоління, побудоване з композиційних матеріалів, які роблять пристрій більш комфортним. Він також має центральну коробку, яка об'єднує всі елементи управління польотом. Привід здійснюється завдяки 4-х тактному двигуну Rotax 912, потужністю 122 к.с.

## Механіка польоту
Автожир складається з трьох частин:
- основний ротор; диск ротора повинен мати позитивний кут атаки, щоб забезпечити необхідний підйом;
- візок, який містить майже всю масу машини;
- гвинт, що приводиться в дію двигуном.

### Маневренність
Залежно від типу автожира існує три типи злету.
- Традиційним методом без передзапуску, такими були перші автожири, до автожиру Бенсена. Автожир злітає як літак, тобто, він бере розбіг із землі, відносний вітер дозволяє ротору набирати швидкість, коли швидкість ротора наближається до 350 об/хв при приблизно 40 км/год, автожир злітає як літак на відносно великій дистанції.
- Більш недавній метод, з електричним, механічним або гідравлічним передзапуском ротора, який полягає в наданні ротору від 250 до 350 об / хв, щоб дозволити дуже коротку дистанцію для злету. Передзапуск використовується лише на землі.
- Останній метод використовується на дуже вдосконалених автожирах з колективним контролем кроку: дуже потужний передзапуск дозволяє запустити ротор приблизно до 500 об / хв, іноді ротор баластується, щоб збільшити інерцію (говорять про автожир «пригун»). Коли ротор запускається, його відключають, тоді контроль колективних кроків дозволяє відносно різкий зліт і підняття на висоту близько тридцяти метрів, за яким відразу слідує переміщення, щоб підтримувати обертання ротора традиційним способом.

У польоті, щоб піднятися, головку ротора переміщують назад, щоб збільшити кут атаки. Іншим рішенням є збільшення швидкості обертання ротора з постійним кутом атаки. І навпаки, щоб спуститися, нахиляють головку ротора вперед, щоб зменшити кут атаки, але, пильнуючи, щоб цей кут залишався позитивним. Можна знизити швидкість ротора з однаковим кутом атаки. Щоб повернути, діють на зміщення у потрібному напрямку, необхідно нахилити ротор у тому ж напрямку, що і зміщення. З'являються дві нові сили: «Fv» сила повороту та «Фс» відцентрова сила. Це призводить до нахилу пристрою.
Для польоту вниз без приводу (наприклад, коли двигун заглох) ротор сильно нахиляють вперед, щоб отримати кут атаки, близький до того, що використовують при спуску. Створюється сила тяги яка підтримує швидкість пристрою.

### Принципи, що стосуються ротора
Ротор складається щонайменше з двох лопатей, геометрія профілю яких, якщо вона працює від відносного вітру, характеризується «рівнодіючою вперед». Це те, що дозволяє вільному ротору рухатися в правильному напрямку з одного боку, а також автоматично живити його обертання з іншого. Це автообертання. Теоретично обертання повинно автоматично себе підживлювати до нескінченності, але лобовий опір, створений ротором, становить основне «гальмо».
1. При постійній швидкості будь-яке збільшення кута атаки генерує збільшення інтенсивності підйомної сили і навпаки.
2. При постійному куті атаки будь-яке збільшення швидкості відносного потоку вітру збільшує значення інтенсивності підйомної сили і навпаки.

З постійним профілем лопатей в обертанні, чим більше ми відходимо від сердечника, тим більше циркулярна швидкість збільшується; кожна порція лопаті має підйомну силу, більшу за попередню порцію. Наприклад, зовнішній кінець кожної лопаті може рухатися з швидкістю 300 км/год навколо осі: з відносним вітром 100 км/год, кінець лопаті «яка наступає», рухається в повітрі із швидкістю 400 км /год (300 + 100), поки кінець лопаті, «що відступає» рухається із швидкістю 200 км/год (300—100).
Збільшення підйомної сили на зовнішній стороні ротора призводить до конусоподібності площини, що обертається(лопать починає з того, що переносить себе перед тим як нести автожир). Конусоподібність площини, що обертається спричиняє значне згинання біля підніжжя лопаті (поблизу сердечника), що може спричинити розрив (Хуан де Ла Сірва дізнався про нього за рахунок своїх перших машин). Щоб уникнути поломки або перекидання автожиру, кожна лопать була встановлена на вісь, що називається «шарнірним з'єднанням помахів», що дозволяє балансувати шляхом саморегуляції поштовхів.
Лопать, що наступає більш швидка і має підйомну силу більшу, ніж лопать, що відступає. Будучи більш несучою, вона «піднімається», коли повертається вверх навколо шарнірного з'єднання помахів. Коли лопать обертається вверх, його кут атаки зменшується, і тому її підйомна сила зменшується. Лопать, що відступає, повільніша має підйомну силу меншу, ніж наступаюча. Будучи менш несучою, вона «спускається», потім повернувшись вниз на шарнірному з'єднанні помахів. Коли лопать «спускається», її кут атаки збільшується, і тому її підйомна сила збільшується. Обмежувач обмежує опускання по горизонталі, перпендикулярно до осі обертання. Завдяки шарнірному з'єднанні помахів, підйомна сила двох лопатей врівноважена і майже постійна, а обертання майже регулярне залежно від масового балансування цілого.

### Особливі характеристики
Автожири не входять в штопор, вони не можуть раптово втратити підйомну силу. Вони не можуть ввійти в штопор (штопор виникає, тільки тоді коли крило впадає в штопор). Тим не менш, навіть якщо автожири мають репутацію бути дуже стабільними, є деякі ситуації, які часто є фатальними для пристрою:
- Вплив коефіцієнта навантаження: кожне збільшення коефіцієнта навантаження (порушення, підйом, спуск, поворот) відповідає прискоренню режиму ротора, навпаки відбувається для зменшення коефіцієнта навантаження. Це лише тимчасово і лише триває під час цієї зміни. Однак дуже значна варіація режиму ротора може призвести до биття ротора. Він ризикує побити гвинт, або навіть знищити себе. Це явище може відбуватися на землі, якщо пілот прагне злетіти, поки режим ротора занадто низький (менше від 100—120 об / хв);
- Коливання автожиру: підіймальна сила не прикладається до центру ротора, але значно вище, іноді трапляється під час порушень, що апарат розкачується як маятник. Недосвідчений пілот може спокуситись протистояти цьому ручкою. Він підтримує ці коливання, які закінчуються поваленням автожиру, коли вони б зупинилися природним шляхом, якби не було проведено жодного маневру.

Єдиний маневр, заборонений в автожирі, — це жорстоке занурення, і в загальному « g негативні»: дійсно, в цій конфігурації ротор більше не приводиться в дію відносним вітром, його швидкістю обертання і, отже, його підйомна сила, дуже швидко падає і аварія був практично неминучою, якщо це відбувається на низькій висоті.

### Моторизація
Потужність двигунів на автожирах ULM в основному становить від 50 до 120 к.с., 122 к.с./90 кВт/450 кг при зльоті максимально дозволена для двомісного автоожира ULM.
Більшість сучасних аутожирів працюють на дво чи чотирьохтактних двигунах внутрішнього згоряння. На висоті падає атмосферний тиск, це швидко викликає проблеми на некомпенсованих двигунах. Щоб подолати цю проблему, карбюратори оснащені альтиметричними коректорами, щоб зберегти майже постійне збагачення. Двотактні двигуни є більш простого та легшого дизайну, ніж чотирьохтактні двигуни, але їх споживання значно більше, шум не дуже приємний, а надійність нижча. Однак прийняття електронної інжекції на певних двигунах (Hirth) дало можливість значно зменшити це надмірне споживання приблизно на 20 % та підвищити надійність.
Чотирьохтактні двигуни знаходять потужність та крутний момент на низькому режимі, тому їх тривалість життя збільшується, і вони споживають менше палива, але вони, як правило, менш потужні для одного і того ж об'єму двигуна, і важчі. Нові чотирьохтактні сучасні двигуни (з інжекцією) з автомобіля (Ecoyota) або мотоцикла (Vija) поступово з'являються та конкурують з дуже дорогим та досить старим Rotax 914, який до цього часу панував на двомісних автожирах.
Додаткова потужність, необхідна в порівнянні з літаком ULM з трьома осями, виправдана більшим лобовим опором автожира. «Достатня» потужність на автожирі є більше фактором безпеки, ніж швидкостіь, їх максимальна швидкість майже ніколи не перевищує 150 км/год, тоді як деякі дуже профільовані 3-х осьні ULM можуть перевищувати 250 км/год з двигуном 100 к.с.

## Цивільне і воєнне застосування
З 1940-х років німці виробляли «giroglider» (автожир без двигуна), Focke-achgelis fa 330 Bachstelze, що буксирувався підводним човном, який міг спостерігати за горизонтом і попередити про появу ворожих кораблів. Американські авіаносці використовували автожири, їх швидко замінили вертольотами, які могли легше витягувати людей з моря завдяки стаціонарному польоту. Сьогодні американська армія зацікавлена у низькій вартості виробництва та споживання автожирів.
Автожири можна використовувати для нагляду над певними ділянками, таких як ліси, щоб уникнути пожеж, пошуку зниклих безвісти, приватних поїздок. Наприклад, спостереження за зимовими Олімпійськими іграми в Солт-Лейк-Сіті проводив автожир, Hawk 4 (фірми AAI, дочірня компанія American Group GBA — Aviation Brothers Aviation), цьому апарату віддали перевагу перед традиційним вертольотом через низьку вартість виробництва та використання. Groen Hawk 6G-це Cessna Skymaster (літак, що використовується під час війни у В'єтнамі), був перетворений на автожир, цей пристрій має турбіну Rolls-Royce від 250 до 420 к.с. Він може злетіти вертикально і має велику вантажопідйомність
Американський виробник American Autogiro Inc. випустив у 2003 році новий автожир спостереження, особливо для антитерористичного захисту, Sparrow Hawk. Carter Aviation Technologies, інший виробник, працює у співпраці з NASA; Фірма зробила геніальний прототип, Mu-1, який має фіксоване крило, як літак і ротор. Американська група Boeing виробила військовий автожир, цей пристрій не має пілота, він має дуже специфічний ротор, що дозволяє стаціонарний політ автожиру. Фірма передбачає версію, яка мала б пілотом людину.